# Estado del Istmo
El Estado del Istmo fue una república independiente que abarcaba el istmo de Panamá. Se constituyó el 18 de noviembre de 1840, separándose de la República de la Nueva Granada.
A excepción de la separación definitiva en 1903, sería el más exitoso de los intentos de
separación que tendría Panamá con Colombia. Su único jefe de Estado fue el general Tomás Herrera. La independencia no fue reconocida por la Nueva Granada, aunque sí fue reconocida internacionalmente por Costa Rica a cambio de que el Estado del Istmo cediera Bocas del Toro.

## Antecedentes
La historia de Panamá se ha visto influida por sus constantes intentos de independencia. Primero ante España y luego en varias ocasiones durante el siglo XIX, buscó separarse de Colombia y sus denominaciones que le sucederían. Tras su independencia de España, Panamá no se sentía una plaza lo suficientemente fuerte para mantener su soberanía, por tanto decide unirse a la Gran Colombia, compuesto en la época por las actuales Colombia, Venezuela y Ecuador.
Cuando Venezuela y Ecuador deciden consolidarse como estados independientes, y se reorganizan los territorios restantes bajo la República de la Nueva Granada,  Panamá empieza a cuestionarse su permanencia como provincia. Es en ese momento surgen los movimientos separatistas de parte de los comerciantes, entonces es cuando surgen conflictos entre estos y el Gobierno Nacional en Bogotá.
En 1840 Panamá era parte de la Nueva Granada, a pesar de que Venezuela y Ecuador se habían separado de la Gran Colombia en 1831. El istmo de Panamá ya había intentado en dos ocasiones separarse de la confederación; la primera ocasión fue en septiembre de 1830 cuando el General José Domingo Espinar logró dicho objetivo, con el fin de que Simón Bolívar recuperase la Gran Colombia a través de Panamá, pero esto no contó con la aprobación de Simón Bolívar. Esta secesión fue sofocada en julio de 1831 bajo las órdenes del General Juan Eligio Alzuru. Pocos días después, el mismo aprovechó la situación para hacer una segunda secesión que separaba al Istmo de Colombia, erigiéndose como dictador hasta que fue vencido y ejecutado por el General Tomás Herrera a finales de agosto del mismo año.
Santafé de Bogotá, la capital de la Nueva Granada se encontraba aislada en las montañas, lejos de los puertos y de las actividades comerciales, era ignorante de las relaciones comerciales internacionales istmeñas y en general del Caribe colombiano, de su constante contacto con inmigrantes e importaciones y de su movimiento aduanero. Los comerciantes istmeños eran muy dinámicos y tenían un gran contacto con el comercio mundial. Esta cobertura no solo favoreció el intercambio de mercancías, sino también de ideas, permitiendo que sus clases dominantes y en especial los comerciantes, asuman nuevas formas de pensar e ideologías, permitiéndoles conocer los postulados del librecambismo. Mientras tanto el gobierno nacional influenciado por el pensamiento conservador, aplicaba leyes centralistas que afectaban las relaciones comerciales panameñas y perjudicaban a sus comerciantes.
La situación política en la Nueva Granada entre los años 1839 y 1842 fue de gran convulsión, ya que el General José María Obando se había rebelado al presidente neogranadino José Ignacio de Márquez en Pasto desencadenando un conflicto civil en todo el país denominado la Guerra de los Supremos, siendo este conflicto una de las causas principales de la secesión istmeña, pues se quería que esta guerra no afectara el Istmo (esta fue la única guerra en la que en Panamá tanto su población no participó como no se afectó). Adicionalmente, la separación se precipitó, debido a que las clases dominantes del Istmo poseían pretensiones autonomistas, y esta fue una oportunidad para presionar por obtener algo de autonomía. Además, al encontrarse tanto el Istmo y el Caribe colombiano y muchas provincias neogranadinas alejadas de Santafé de Bogotá, existía un estancamiento económico, según lo expresado por el propio General Tomás Herrera.

## Historia

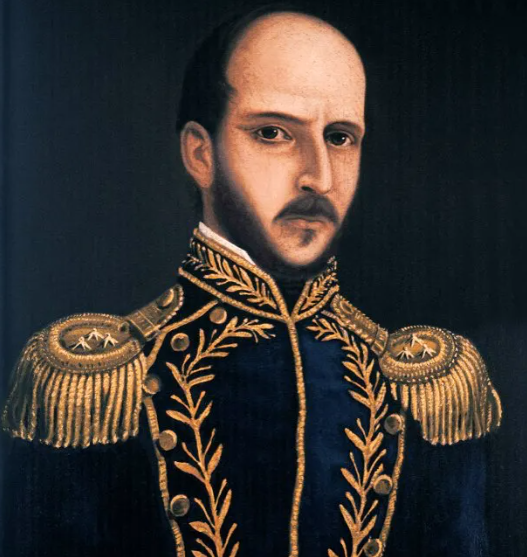
Tomás Herrera, Jefe del Estado del Istmo.

Con el liderazgo del general Tomás Herrera, el istmo de Panamá fue separado de la República de la Nueva Granada, el 18 de noviembre de 1840, sin obstáculo alguno por parte de la guarnición de la Ciudad de Panamá que se adhirió al movimiento. El gobernador de Veraguas se rehusó a secundar la separación; esta situación causó que el General Herrera marchara con tropas hacia Santiago logrando su adhesión.
Este movimiento fue oficializado mediante la Ley Fundamental del Estado del Istmo de 20 de marzo de 1841, firmada por Tomás Herrera como Jefe Superior del Estado y José Agustín Arango como Secretario.
Luego de ser nombrados Herrera y Carlos de Icaza Arosemena jefe y vicejefe respectivamente, se convocó una convención para constituir el Estado, el 8 de junio de 1841, en el Palacio de Gobierno de Panamá, se ratificó el acto popular del 18 de noviembre, se aprobó la Constitución del Estado y se eligió unánimemente a Herrera e Icaza para los cargo de gobernador y vicegobernador de la nueva entidad política.
Si bien la Nueva Granada no reconoció la independencia del istmo, internacionalmente recibió el reconocimiento de Costa Rica, con quien tuvo un tratado de amistad y comercio a cambio de la soberanía costarricense en la región de Bocas del Toro, que había sido ocupada por la Nueva Granada en 1836.
El Estado del Istmo, se mantuvo durante trece meses y algunos días. Tan pronto como el gobierno neogranadino logró vencer a los beligerantes en la Guerra de los Supremos, se preparó en el Cauca una expedición militar para invadir el istmo de Panamá. El general Tomás Cipriano de Mosquera, buscó una solución pacífica al inminente conflicto, enviando como comisionados al Comandante Julio Arboleda, quien no tuvo éxito. Posteriormente, el coronel Anselmo Pineda y el doctor Ricardo de la Parra, comisionados por el doctor Rufino Cuervo, en representación del gobierno neogranadino, obtendrían éxito en la celebración de un convenio celebrado el 31 de diciembre de 1841 que reincorporó el istmo de Panamá a la Nueva Granada.

## Gobierno y política
El gobierno del Estado del Istmo en la Constitución de 1841 fue definido como popular, republicano, representativo, electivo, alternativo y responsable. Sin embargo, debido a la efímera duración de la república, algunas instituciones no llegaron a funcionar plenamente.
El Poder supremo sería ejercido por medio de tres Órganos: Legislativo, Ejecutivo y Judicial, prohibiéndose la usurpación de funciones de un órgano con respecto al otro.

### Instituciones políticas
- Órgano Ejecutivo: es el Poder Ejecutivo del Estado, según la constitución de 1841 estaría a cargo de una persona, que tendría la denominación de Presidente del Estado del Istmo, y este empleado sería sustituido en cualquiera caso de falta, o impedimento, por el vicepresidente.
- Órgano Judicial: La justicia se administraría por un Jurado Nacional, un Tribunal Supremo y los demás tribunales y juzgados que la ley establecía.
- Órgano Legislativo: El Poder Legislativo se ejercería por una cámara compuesta de diputados de los cantones del Estado, que llevaría el nombre de Congreso.